# Maleniska (powiat jarosławski)
Maleniska (do 1996 Maliniska) – wieś w Polsce położona w województwie podkarpackim, w powiecie jarosławskim, w gminie Pawłosiów.
W latach 1975–1998 miejscowość należała administracyjnie do województwa przemyskiego.

## Części wsi
| SIMC    | Nazwa     | Rodzaj    |
| ------- | --------- | --------- |
| 0607848 | Krzyżówki | część wsi |